# Rabta
Rabta (în arabă الرابطة) este o comună din provincia Bordj-Bou-Arreridj, Algeria.
Populația comunei este de 11.012 locuitori (2008).